# Хамелюк, Владислав Русланович
Владисла́в Русла́нович Хамелю́к (укр. Владислав Русланович Хамелюк; род. 4 мая 1998, Каменец-Подольский, Хмельницкая область) — украинский футболист, полузащитник клуба «Виктория».

## Карьера

### «Черноморец» Одесса
Начинал заниматься футболом в ДЮСШ-2 города Каменец-Подольска. Позже прошёл академии таких клубов как «Скала» и запорожского «Металлурга». В 2016 году перешёл в одесский «Черноморец», где стал выступать в дублирующей команде. В начале 2018 года футболист стал подтягиваться к матчам с основной командой.  Дебютировал за клуб 17 марта 2018 года в матче против «Стали», выйдя на замену на 71 минуте. Занял с клубом предпоследнее итоговое место и отправился в стыковые матчи, где одесский клуб смог сохранить прописку в украинской Премьер-лиге, по сумме матчей победив «Полтаву».
Летом 2018 года футболист продолжал выступать за дублирующий состав одесского клуба. Первый матч в новом сезоне футболист сыграл 3 декабря 2018 года против киевского «Динамо», выйдя еа замену на 90 минуте. В апреле 2019 года футболист снова стал полноценно вызываться в основную команду клуба, вместе с которой снова закончили чемпионат на предпоследнем месте и отправились в стыковые матчи, где уступили «Колосу» и вылетели в Первую лигу.
К новому сезону футболист начал готовиться полноценно с основной командой. Первый матч сыграл 27 июля 2019 года против клуба «Черкащина», также отличившись первой результативной передачей. Дебютный гол за клуб забил 3 ноября 2019 года в матче также против клуба «Черкащина». На протяжении всего сезона футболист был одним из ключевых игроков одесского клуба, за который успел отличился 2 забитыми голами и 2 результативными передачами.
Новый сезон футболист начал 29 августа 2020 года с матча Кубка Украины против клуба «Энергия». Первым матч в чемпионате сыграл 5 сентября 2020 года против клуба «Краматорск». Затем футболист на протяжении первой половины сезоне оставался игроком скамейки запасных, проведя 5 матчей за клуб во всех турнирах.

### «Олимпик» Донецк
В январе 2021 года футболист перешёл в донецкий Олимпик. Дебютировал за клуб 13 февраля 2021 года в матче против киевского «Динамо», выйдя на поле в стартовом составе. Дебютный гол за клуб забил 9 мая 2021 года против «Львова». Закрепиться в клубе у футболиста не получилось, сыграл в 4 матчах, в которых отличился своим единственным забитым голом. По окончании сезона покинул клуб.

### «Львов»
В июле 2021 года футболист перешёл во «Львов». Дебютировал за клуб 20 июля 2021 года в матче против донецкого «Шахтёра», выйдя на замену на 83 минуте. Сыграл за клуб 2 матча и затем выбыл из распоряжения основной  команды львовского клуба, который затем покинул в декабре 2021.

### «Динамо-Брест»
В феврале 2022 года проходил просмотр в брестском «Динамо» и в скором времени подписал контракт на 1 год с опцией продления ещё на год. В марте 2022 года покинул клуб, расторгнув контракт по соглашению сторон.

### «Ионава»
В апреле 2022 года футболист подписал контракт с литовским клубом «Ионава». Дебютировал за клуб 9 апреля 2022 года в матче против «Паневежиса», выйдя на поле в стартовом составе и отыграв все 90 минут. Дебютный гол забил 14 мая 2022 года в матче против клуба «Банга». Футболист сразу же закрепился в основной команде клуба. В июле 2022 года покинул литовский клуб, за который успел отличился своим единственным забитым голом.

### ЛНЗ
В сентябре 2022 года футболист присоединился к черкасскому клубу ЛНЗ. Дебютировал за клуб 2 октября 2022 года в матче против клуба «Скорук», выйдя на замену на 80 минуте. В своём следующем матче 8 октября 2022 года против клуба «Горняк-Спорт» отличился дебютным забитым голом. Футболист смог быстро закрепиться в основной команде клуба, вместе с которым стал бронзовым призёром Первой лиги и отправился в стыковые матчи на повышение в дивизионе. В первом стыковом матче футболист не участвовал из-за дисквалификации, а в ответном 14 июня 2023 года против клуба «Ингулец» провёл все 90 минут и вместе с ЛНЗ получил путёвку в украинскую Премьер-лигу.
Новый сезон футболист начал с матча 30 июля 2023 года против одесского «Черноморца», выйдя на поле в стартовом составе. Первые матчи футболист проводил как один из ключевых игроков клуба, однако вскоре стал оставаться на скамейке запасных, перестав выходить на поле до конца первой половины чемпионата, результативными действиями так и не отличившись. В январе 2024 года футболист покинул черкасский клуб, расторгнув контракт по соглашению сторон.

### «Буковина»
В январе 2024 года появилась информация, что футболист перейдёт в украинскую «Буковину». Вскоре футболист официально присоединился к украинскому клубу, подписав контракт к концу следующего сезона. По завершении 2024/25 сезона покинул команду, всего за полтора сезона в составе черновицкого клуба Хамелюк сыграл в 29-х матчах во всех турнирах.

## Международная карьера
В 2017 году выступал за юношескую сборную Украины до 19 лет.